# Imagine Software
Imagine Software var ett brittiskt utvecklingsföretag för dator- och TV-spel med bas i Liverpool. Företaget existerade under kort tid i början av 1980-talet och skapade till en början spel för ZX Spectrum och VIC-20.
Företaget grundades 1982 av tidigare anställda på spelföretaget Bug-Byte: Mark Butler, David Lawson och Eugene Evans. Mark och Eugene hade tidigare arbetat på Microdigital, en av de första datoraffärerna i Storbritannien. Imagine Software producerade flera mycket framgångsrika spel, exempelvis Arcadia för VIC-20 och ZX Spectrum innan de fick ekonomiska bekymmer i slutet av 1983. Företaget fick mycket uppmärksamhet när det filmades av en dokumentäravdelning från BBC i samband med att de blev bankrutta året därpå. 
Tidigare anställda gick över till att starta Psygnosis och Denton Designs. Rättigheterna till Imagine Softwares katalog av spel köptes av Beau Jolly och rättigheterna till varumärket köptes av Ocean Software. Ocean använde varumärket till att publicera populära arkadspel som konverterats för att passa hemdatorer. De sista spelen som släpptes under namnet Imagine kom under 1989. 

## Nämnvärda spel
- Arcadia, 1982
- Wacky Waiters, 1982
- Catcha Snatcha, 1983
- Ah Diddums, 1983
- Stonkers, 1983
- Zip Zap, 1983
- Zzoom, 1983
- Alchemist, 1983
- Schizoids, 1983
- Molar Maul, 1983
- Jumping Jack, 1983
- Bewitched, 1983
- BC Bill, 1984
- Pedro, 1984
- Cosmic Cruiser, 1984
- Wizadore, 1984
- Bandersnatch (unreleased but later renamed and released by Psygnosis as Brataccas)
- Hyper Sports, 1985
- Mikie, 1985
- World Series Baseball, 1985
- Yie Ar Kung-Fu, 1985
- Comic Bakery, 1986
- Green Beret, 1986
- Psycho Soldier, 1987
- Renegade, 1987
- Arkanoid, 1987
- Target: Renegade, 1988
- Bad Dudes vs. DragonNinja, 1988